# Friemar
Friemar é um município da Alemanha localizado no distrito de Gota, estado da Turíngia. Friemar é a sede do verwaltungsgemeinschaft de Nesseaue.